# ياسر عبد اللطيف
ياسر عبد اللطيف، (1 يناير 1970 - 30 سبتمبر 2020) ممثل ومخرج تلفزيوني ومسرحي سوداني، اشتهر من خلال مشاركته في عدد كبير من المسلسلات السورية أهمها شخصياته في بقعة ضوء، حيث أنه عاش في سوريا أكثر من عشرين سنة.

## عن حياته
كان ياسر يريد دراسة التمثيل في مصر لكن سوء العلاقات حينها بين الخرطوم والقاهرة حال دون ذلك، فسافر إلى سوريا عام 1991 ليكمل دراسته للتمثيل في المعهد العالي للفنون المسرحية بدمشق، ودرس فيه سنتين وتخرج عام 1993، وعمل في المعهد بعد تخرجه لخمس سنوات معيداً ومساعد مدرس ثم مدرساً لمادة التمثيل، وممثلاً بـ”المسرح القومي السوري” ومدرسًا ومشرفًا على عدد من الدورات في المعاهد الخاصة،  ثم رجع إلى السودان عام 2013، وأسس (المختبر المسرحي) في 2014، وقدم من خلاله عدة مشاريع بالإضافة للإشراف على تدريب الشباب.

## من أعماله

### المسلسلات
| العمل               | الشخصية       | سنة الإنتاج |
| ------------------- | ------------- | ----------- |
| العوسج              | جندي          | 1997        |
| الزير سالم          | ياقوت         | 2000        |
| بقعة ضوء            |               | 2001        |
| صلاح الدين الأيوبي  | جوهر          | 2001        |
| سيف بن ذي يزن       | شعث           | 2003        |
| ذكريات الزمن القادم |               | 2003        |
| الحور العين         |               | 2005        |
| قمر بني هاشم        | بلال بن رباح  | 2008        |
| الحسن والحسين       | النجاشي       | 2011        |
| عمر                 | أصحمة النجاشي | 2012        |
| الخواجة عبد القادر  |               | 2012        |
| قانون ولكن          | ضيف شرف       | 2003        |

### في الدوبلاج
- الضربة الصاعقة بدور فداء

### المسرحيات
- الغرماء - 2007 - من إخراجه وتمثيله
- روميو وجولييت
- الليلة الثانية عشرة
- ليالي شهريار
- سرير ديزدمونة
- هاملت بلا هاملت

## وفاته
أعلن عن وفاة ياسر عبد اللطيف صباح الأربعاء 30 سبتمبر 2020 الموافق 13 صفر 1442هـ، آثر تعرضه للتعذيب داخل سجون صيدنايا في سوريا وقد توفى اثر التعذيب الشديد من خلال ضربات على الرأس.